# Tangsudo
Tangsudo este o artă marțială tradițională din Coreea; în prezent este încorporată în Taekwondo.